# Odontomachus mayi
Odontomachus mayi är en myrart som beskrevs av Mann 1912. Odontomachus mayi ingår i släktet Odontomachus och familjen myror. Inga underarter finns listade i Catalogue of Life.